# Jacques Ibert
Jacques François Antoine Ibert (født 15. august 1890, død 5. februar 1962 i Paris) var en fransk komponist.
Ibert var elev af Paul Vidal på konservatoriet i Paris. Han vandt en Prix de Rome i 1919 for sin kantate, Le poète et la fée. Fra 1937 var han direktør for det franske akademi i Rom og fra 1955 til 1957 var han chef for Opéra-Comique i Paris.
Iberts musik er ret "let", ofte vittigt og fantasifuldt orkestreret med gode melodier. Selvom han ikke tilhørte gruppen, Les Six, er hans musik i nogen grad i samme stil som dennes. Hans bedst kendte værk er nok orkesterværket Divertissement (1930), som er baseret på den musik, han skrev til Eugène Labiches skuespil, Un chapeau de paille d'Italie (En italiensk ståhat). I løbet af værket er der komiske citater fra mange værker, herunder Mendelssohns Bryllupsmarch. Blandt Iberts andre værker kan Havnestæder (Escales) (1924) for orkester, 2 symfonier, et symfonisk digt, La Ballade de la geôle de Reading efter Oscar Wildes digt (omarbejdet og opført som ballet i 1947), hans koncert for fløjte og en Concertino da Camera for saxofon og Le petit âne blanc for klaver nævnes. Han skrev en række operaer og en operette, Les Petites Cardinaux, nogle sammen med Arthur Honegger. Han skabte også filmmusik, blandt andet til Orson Welles' version af Macbeth (1948).

## Værkliste

### Orkesterværker
- "Marine Symfoni" (nr. 1) (1931) - for orkester
- Symfoni nr. 2 "Bostoniana" (en sats -ufuldendt) (1955-1961) - for orkester
- "Symfonisk suite" (1930) - for orkester
- "Escales" (Havnestæder) (1924) - for orkester
- Divertissement (Underholdning) (1930) - for orkester
- "Bacchanal" (1956) - for orkester

### Koncerter
- Fløjtekoncert (1934) - for fløjte og orkester
- Symfoni Koncertante (1949) - for obo og strygeorkester
- "Louisville Koncert" (1953) - for orkester
- Koncert (1925) - for cello og blæserorkester

### Operaer
- Persée et Andromède (1929)
- Angélique (1927)
- Le Roi d'Yvetot (1930)
- Gonzague (1931)
- L'Aiglon (1. og 5. akt, resten af Arthur Honegger, 1937)
- Les Petites Cardinal (operette med Arthur Honegger, 1938)
- Barbe-bleue, (1943)

### Filmmusik
- Invitation to the Dance (1956)
- Macbeth (1948)
- Panique (1946)
- Feu Mathias Pascal (1937)
- Golgotha (1935)
- Maternite (1934)
- Les Cinq Gentlemen Maudits (1933)
- Don Quixote (1933)
- Un Chapeau de Paille d'Italie (1927)